# Shuangxikou (sockenhuvudort i Kina, Hunan Sheng, lat 29,25, long 111,37)
Shuangxikou är en sockenhuvudort i Kina. Den ligger i provinsen Hunan, i den södra delen av landet, omkring 200 kilometer nordväst om provinshuvudstaden Changsha. Antalet invånare är 21 840. Befolkningen består av 10 651 kvinnor och 11 189 män. Barn under 15 år utgör 14,0 %, vuxna 15-64 år 72 %, och äldre över 65 år 12,0 %.
Runt Shuangxikou är det ganska tätbefolkat, med 207 invånare per kvadratkilometer. Närmaste större samhälle är Qihe, 13,0 km söder om Shuangxikou. Omgivningarna runt Shuangxikou är en mosaik av jordbruksmark och naturlig växtlighet.
Genomsnittlig årsnederbörd är 1 751 millimeter. Den regnigaste månaden är maj, med i genomsnitt 282 mm nederbörd, och den torraste är december, med 30 mm nederbörd.